# (11622) Samuele
(11622) Samuele est un astéroïde de la ceinture principale.

## Description
(11622) Samuele est un astéroïde de la ceinture principale. Il fut découvert le 9 septembre 1996 à San Marcello Pistoiese par Andrea Boattini et Luciano Tesi. Il présente une orbite caractérisée par un demi-grand axe de 2,72 UA, une excentricité de 0,16 et une inclinaison de 13,3° par rapport à l'écliptique.

## Compléments